# Olivia Holdt
Olivia Møller Holdt (Ikast, 7 giugno 2001) è una calciatrice danese, centrocampista del Tottenham e attaccante della nazionale danese.

## Statistiche

### Cronologia presenze e reti in nazionale
| Cronologia completa delle presenze e delle reti in nazionale ― Danimarca F | Cronologia completa delle presenze e delle reti in nazionale ― Danimarca F | Cronologia completa delle presenze e delle reti in nazionale ― Danimarca F | Cronologia completa delle presenze e delle reti in nazionale ― Danimarca F | Cronologia completa delle presenze e delle reti in nazionale ― Danimarca F | Cronologia completa delle presenze e delle reti in nazionale ― Danimarca F | Cronologia completa delle presenze e delle reti in nazionale ― Danimarca F | Cronologia completa delle presenze e delle reti in nazionale ― Danimarca F |
| Data                                                                       | Città                                                                      | In casa                                                                    | Risultato                                                                  | Ospiti                                                                     | Competizione                                                               | Reti                                                                       | Note                                                                       |
| -------------------------------------------------------------------------- | -------------------------------------------------------------------------- | -------------------------------------------------------------------------- | -------------------------------------------------------------------------- | -------------------------------------------------------------------------- | -------------------------------------------------------------------------- | -------------------------------------------------------------------------- | -------------------------------------------------------------------------- |
| 8-4-2021                                                                   | Dublino                                                                    | Irlanda                                                                    | 0 – 1                                                                      | Danimarca                                                                  | Amichevole                                                                 | -                                                                          | 72’                                                                        |
| 13-4-2021                                                                  | Cardiff                                                                    | Galles                                                                     | 1 – 1                                                                      | Danimarca                                                                  | Amichevole                                                                 | -                                                                          | 73’                                                                        |
| 16-2-2022                                                                  | Lagos                                                                      | Danimarca                                                                  | 0 – 1                                                                      | Italia                                                                     | Algarve Cup 2022 - 1º turno                                                | -                                                                          | 77’                                                                        |
| 8-4-2022                                                                   | Ta' Qali                                                                   | Malta                                                                      | 0 – 2                                                                      | Danimarca                                                                  | Qual. Mondiali 2023                                                        | 1                                                                          | 60’                                                                        |
| 12-4-2022                                                                  | Viborg                                                                     | Danimarca                                                                  | 2 – 0                                                                      | Azerbaigian                                                                | Qual. Mondiali 2023                                                        | -                                                                          | 77’                                                                        |
| 12-6-2022                                                                  | Wiener Neustadt                                                            | Austria                                                                    | 1 – 2                                                                      | Danimarca                                                                  | Amichevole                                                                 | -                                                                          | 82’                                                                        |
| 31-5-2024                                                                  | Vejle                                                                      | Danimarca                                                                  | 0 – 2                                                                      | Spagna                                                                     | UEFA Women's Nations League 2025 - Fase a gironi                           | -                                                                          | 76’                                                                        |
| Totale                                                                     |                                                                            | Presenze                                                                   | 7                                                                          |                                                                            | Reti                                                                       | 1                                                                          |                                                                            |

## Palmarès

### Club
- Campionato svedese: 1

Rosengård: 2024
- Coppa di Danimarca: 1

Fortuna Hjørring: 2021-2022